# توماس جی. شف
توماس جی. شف (به انگلیسی: Thomas J. Scheff) (زادهٔ ۱۹۲۹، پروفسور آمریکایی، بازنشسته، گروه جامعه‌شناسی در دانشگاه کالیفرنیا، سانتا باربارا است. زمینه‌های تحصیلی وی جهان عاطفی/ رابطه‌ای، بیماری روانی، عدالت ترمیمی و خشونت جمعی است. او دارای مدرک کارشناسی از دانشگاه آریزونا در فیزیک (۱۹۵۰) و دکترای جامعه‌شناسی از دانشگاه کالیفرنیا، برکلی (۱۹۶۰) است. او در سال ۱۹۵۹–۱۹۶۳ در دانشگاه ویسکانسین بود، در این هنگام به هیئت علمی دانشگاه کالیفرنیا، سانتا باربارا پیوست.

وی مشاور قانونگذار ایالت کالیفرنیا در زمینه نگارش لانترمن، پتریس، بیل کوتاه [نیاز به توضیحات] بود، سپس در سایر ایالت‌ها تصویب شد و تعهد غیرارادی افرادی را که دارای بیماری روانی هستند تنظیم می‌کند.
او دارای دکترای افتخاری از مؤسسه کارولینسکا، کارلستا، سوئد (۲۰۰۳)، و دانشگاه کپنهاگ، دانمارک (۲۰۰۸) است و از دانشگاه کارلتون کانادا، دانشگاه اسلو نروژ، دانشگاه لوند و مؤسسه کارولینسکا سوئد بازدیدهایی داشته‌است. او رئیس سابق بخش جامعه‌شناسی احساسات انجمن جامعه‌شناسی آمریکا و رئیس سابق انجمن جامعه‌شناسی اقیانوس آرام است.
زمینه‌های پژوهشی وی روان‌شناسی اجتماعی، احساسات، بیماری‌های روانی، عدالت ترمیمی و خشونت جمعی است. مطالعات کنونی وی مربوط به همبستگی - بیگانگی و جهان عاطفی / رابطه‌ای است. یکی از کتاب‌های او، احساسات و پیوند اجتماعی، به بخشی / کلی مربوط می‌شود، رویکردی یکپارچه در نظریه و روش در علوم انسانی.

## کتاب‌ها
- عشق چه ربطی به آن دارد؟ دنیای احساسی آهنگ‌های پاپ. بولدر: ناشران پارادایم، ۲۰۱۱.
- گافمن سرگردان: پارادایمی جدید برای علوم اجتماعی، ناشران پارادایم، ۲۰۰۶.[۴]
- بسوی تخیل جامعه‌شناختی: پل زدن زمینه‌های تخصصی. تدوین مشترک با برنارد فیلیپس و هارولد کینکید. انتشارات دانشگاه آمریکا، ۲۰۰۲.[۵]
- احساسات، پیوند اجتماعی و واقعیت انسانی: تجزیه و تحلیل کامل/ کلی انتشارات دانشگاه کمبریج، ۱۹۹۷.
- ۱۹۹۶ استراتژی کنفرانس‌های اجتماعی: شرم و پیوند اجتماعی (با س. ریزینگر، ب. گالاوی و جی. هادسون، ویرایش‌ها). دیدگاه‌های بین‌المللی در مورد عدالت ترمیمی. جرم. عدالت مطبوعات، ۱۹۹۶.
- جنایت، شرم و اجتماع: میانجیگری علیه خشونت. بنیاد سلامتی. دانشگاه کالیفرنیا، مجموعه سخنرانی‌های ممتاز، جلد ۶، ۱۹۹۶.
- انتقام خونین: احساسات، ملی‌گرایی و جنگ. ۱۹۹۴. (تجدید چاپ شده ۲۰۰۰).
- احساس و خشونت: شرم و خشم در درگیری‌های مخرب. (با س.م. ریزنگر، کتاب‌های لکسینگتون)، ۱۹۹۱. (تجدید چاپ شده در ۲۰۰۱).
- جامعه‌شناسی خرد: احساسات، گفتمان و ساختار اجتماعی. چاپ دانشگاه شیکاگو، ۱۹۹۰.
- کاتارسیس در شفا، آیینی و نمایشی انتشارات دانشگاه کالیفرنیا، ۱۹۷۹. (تجدید چاپ شده ۲۰۰۱)
- برچسب جنون. کتاب‌های طیف، ۱۹۷۵.[۶]
- بیماری روانی و فرآیندهای اجتماعی. هارپر و رو، (مجموعه مقالات ویرایش شده)، ۱۹۶۷.[۷]
- ذهنی بودن سوم:آ، نظریه جامعه‌شناختی. انتشارات آلدین، ۱۹۶۶. (چاپهای جدید ۱۹۸۴ و ۱۹۸۹)[۸]

## منتخب مقالات مجلات
- 2007 Hidden Emotions: Responses to a War memorial Peace and Conflict: Journal of Peace Psychology 13(2), 1-9.
- 2001 Curtailment of emotions in pop songs and novels. Journal of Mundane Behavior 4.
- 2001 Social Components in Depression. Psychiatry. 64, # 3, 212-224.
- 1997 A Vision of Sociology: 1996 PSA Presidential Address. Sociological Perspectives 40: 529-538.
- 1996 Academic Gangs. Crime, Law, and Social change, 23, 157-162
- 1988 Shame and Conformity: The Deference/Emotion System. American Sociological Review, June. 53, 395-406
- 1974 The Labeling theory of Mental Illness American Sociological Review, 39, pp. 444–452
- 1967 Toward a Sociological Model of Consensus American Sociological Review, (February) pp. 32–46.